# Seabraia zajciwi
Seabraia zajciwi là một loài bọ cánh cứng trong họ Cerambycidae.